# Les Quatres Pavés
Les Quatres Pavés is een helling in de Belgische provincie Henegouwen.

## Wielrennen
De helling is opgenomen in de Cotacol Encyclopedie met de 1.000 zwaarste beklimmingen van België.